# Stijn Steels
Stijn Steels (Gant, 21 d'agost de 1989) és un ciclista belga, professional des del 2014. Actualment corre a l'equip Sport Vlaanderen-Baloise. És nebot de Tom Steels, antic ciclista professional.

## Palmarès
- 2007
  - 1r al Circuit Mandel-Lys-Escaut júnior
  - Vencedor d'una etapa a la Kroz Istru
- 2010
  - 1r a la Ronde van Vlaams-Brabant
  - 1r als Boucles de l'Austreberthe
  - Vencedor d'una etapa al Tour de Franche-Comté
  - Vencedor d'una etapa al Tour de Moselle
- 2015
  - 1r a l'A través de les Ardenes flamenques
- 2016
  - 1r al Gran Premi de Lillers-Souvenir Bruno Comini